# Nicolas Roeg
 Nicolas Roeg   (n. 15 august 1928, Greater London, Anglia, Regatul Unit – d. 23 noiembrie 2018, Londra, Anglia, Regatul Unit) a fost un regizor de film englez. 

## Filmografie

### Lungmetraje
- Gangster și rock star (1970, cu Donald Cammell)
- Rătăciți în deșert (1971)
- Nu privi acum (1973)
- Omul care a căzut pe Pământ (1976)
- Bad Timing (1980)
- Visuri de aur (1983)
- Neînsemnații (1985)
- Naufragiu în doi (1986)
- Track 29 (1988)
- Vrăjitoarele (1990)
- Cold Heaven (1991)
- Two Deaths (1995)
- Ochii demonului (2007)

### Scurtmetraje
- Un Ballo in Maschera (1987)
- Hotel Paradise (1995)

### Documentare
- Glastonbury Fayre (1972, cu Peter Neal)

### Televiziune
- 1989 Dulcea pasăre a tinereții (Sweet Bird of Youth)
- 1993 Inimă întunecată (Heart of Darkness)
- 1995 Masaj total (Full Body Massage)
- 1996 Samson și Dalila (Samson and Delilah)